# La Ruta del Desastre
La Ruta del Desastre es el segundo episodio de la segunda temporada de los Thunderbirds, serie de televisión de Gerry Anderson para Supermarionation fue el 28vo episodio producido. El episodio salió al aire primero en ATV Midlands el 9 de octubre de 1966. Fue escrito por Alan Fennell y dirigido por David Elliott.

## Sinopsis
El masivo vehículo de poder atómico el "Crablogger" reduce los árboles para la creación de la pulpa, pero al salirse de control arrasa las tierras de un pueblo. Virgil y Scott arriesgan su vida para apagar su reactor y vaciar sus tanques de combustible antes de que destruya un dique local.

## Argumento
Cuando los tres operadores del Crablogger (un enorme vehículo diseñado por Jim Lucas para transformar la pulpa de los árboles en gas líquido Superon) llegan al campamento base, son invitados por el jefe del campamento, Jansen, a cenar en el restaurante Sanchos, durante al cena discuten acerca del plan para conseguir el gas líquido, en ese momento llega Sanchos a servirles su "especialidad" a los conductores del Crablogger, McColl, Peterson y Franklin. 
Al día siguiente todos se preparan para iniciar las operaciones pero sin Franklin ya que esta enfermo por la comida de la noche anterior. Durante las operaciones para la fabricación de gas líquido Superon en el Crablogger, McColl y Peterson se desmayan ya que sufren los efectos de la comida de Sancho, al igual que Franklin, pero dentro de la cabina del Crablogger, sin poder detener el enorme vehículo, el cual se sale de curso y se dirige al pueblo cercano de San Martino.
Cuando el campamento base se da cuenta de lo que sucede deciden informar de la situación al pueblo para que así puedan evacuarlo antes de que el enorme vehículo pase y lo destruya. Tras esta acción Jansen decide llamar a Rescate Internacional informándoles que si hay suerte pasara la villa sin explotar, pero si llega a la presa podría caer y explotar destruyendo la cortina de la presa y destruyendo todo en 100 km².
Al oír la situación, Jeff manda a Scott en el Thunderbird 1 y a Virgil y a Brains en el Thunderbird 2. Pero debido a que el mecanismo del Crablogger es muy complejo, necesitan contactar a su creador Jim Lucas quien es el único capaz de decirles la forma correcta de apagar el reactor nuclear, para esta tarea Jeff envía a Lady Penélope a buscar a Jim Lucas.
Para ayudar a la evacuación del pueblo, Jansen envía vehículos de la compañía para ayudar en la evacuación la cual se logra minutos antes de que el Crablogger destruya la villa. El Crablogger pasa la villa sin sufrir daño.
Cuando Scott, Virgil y Brains llegan a la zona de peligro, sacan La Grúa con la cual Virgil y Brains logran entrar en la cabina del Crablogger y sacar a McColl y Peterson y llevarlos a un hospital, pero no pueden detener el enorme vehículo hasta no tener la secuencia correcta.
Mientras tanto en Inglaterra, Lady Penélope llega a la empresa de Jim Lucas, Robots Internacionales, donde discute con un guardia para que este le de la dirección de Jim Lucas, pero tras la negativa del guardia, Parker le lanza unos rayos aturdidores con los cuales Penélope logra encontrar la dirección y dirigirse a la dirección indicada. Durante el viaje a la casa de Lucas Penélope y Parker se encuentran con un accidente de tránsito y tras ayudar a la víctima e informar del percance a las autoridades, siguen su camino. Al llegar a la casa de Lucas, Parker logra abrir la puerta y al entrar Penélope le saca la información y la graba evitando revelar su identidad. Al terminar envía la información a Scott, Virgil y Brains.
Con la información de Penélope, Virgil y Brains logran detener el Crablogger pero en una peligrosa posición y aunque parece que la operación ha finalizado, Virgil y Brains deben vaciar los tanques ya que el pesado vehículo no durara mucho en ese frágil lugar. Scott llega con un camión cisterna y ayudado por Virgil y Brains logran vaciar los tanques escapando segundos antes de que el Crablogger caiga en una enorme explosión, pero no tan grande como pudo haber sido y sin dañar la presa.
En la mañana en Inglaterra Jim Lucas lee el periódico informándole lo del Crablogger y como Rescate Internacional logra salvar el día y comprende la razón por la que Penélope le había pedido la información, aunque su esposa le pregunta acerca de esa chica en la alcoba.

## Reparto

### Reparto de voz regular
- Jeff Tracy — Peter Dyneley
- Scott Tracy — Shane Rimmer
- Virgil Tracy — David Holliday
- John Tracy - Ray Barrett
- Tin-Tin Kyrano — Christine Finn
- Lady Penélope Creighton-Ward - Sylvia Anderson
- Aloysius "Nosey" Parker - David Graham

### Reparto de voz invitado
- Jansen - Ray Barrett
- Simms - David Graham
- McColl - John Tate
- Jim Lucas - David Graham
- Peterson - Jeremy Wilkin
- Franklin - Matt Zimmerman
- Sancho - David Graham
- Maria - Sylvia Anderson
- Gutiérrez - Matt Zimmerman
- Manuel - David Graham
- Guardia de seguridad - Ray Barrett
- Mrs. Lucas - Christine Finn

## Equipo principal
Los vehículos y equipos vistos en el episodio son:
- Thunderbird 1
- Thunderbird 2 (llevando el fuselaje 3)
- Thunderbird 5
- FAB 1
- Crablogger 1
- Jeep del desierto
- La Grúa
- Hover Packs

## Errores
- El diseñador del Crablogger, Jim Lucas, vive en el 75 Sunnigale Road, Eppington Wood East, Somerset, según la tarjeta que Penélope encontró en los archivos del personal de Robótica Internacional, pero ella la lee afuera con Parker como "20 Hazlemere Gardens, Iresham".